# Ян Кодеш
Ян Кодеш (чеськ. Jan Kodeš) — чехословацький тенісист 1970-х, триразовий чемпіон турнірів Великого шолома. 
Найуспішніше Кодеш виступав на ґрунтових кортах Ролан-Гарросу, який виграв у 1970 та 1971 роках. Він має також перемогу на Вімблдоні 1973 року, але той чемпіонат бойкотували провідні тенісисти ATP через дискваліфікацію Ніколи Пілича, зумовлену його відмовою грати в Кубку Девіса.
Здобув 9 одиночних та 17 парних титулів.
Завершив кар'єру 1983 року.
1990 року Кодеша було введено до Міжнародної зали тенісної слави.

## Загальна статистика

### Фінали турнірів Великого шолома: 5 (3–2)
| Результат | Рік  | Турнір                           | Покриття | Суперник            | Рахунок                 |
| --------- | ---- | -------------------------------- | -------- | ------------------- | ----------------------- |
| Перемога  | 1970 | Відкритий чемпіонат Франції      | Ґрунт    | Желько Франулович   | 6–2, 6–4, 6–0           |
| Перемога  | 1971 | Відкритий чемпіонат Франції (2)  | Ґрунт    | Іліє Настасе        | 8–6, 6–2, 2–6, 7–5      |
| Поразка   | 1971 | Відкритий чемпіонат США з тенісу | Трава    | Стен Сміт           | 6–3, 3–6, 2–6, 6–7(3–5) |
| Перемога  | 1973 | Вімблдонський турнір             | Трава    | Олександр Метревелі | 6–1, 9–8(7–5), 6–3      |
| Поразка   | 1973 | Відкритий чемпіонат США (2)      | Трава    | Джон Ньюкомб        | 4–6, 6–1, 6–4, 2–6, 3–6 |

## Фінали турнірів Великого шолома

### Одиночний розряд: 5 (3 титули)
| Результат | Рік  | Турнір          | Поверхня | Супротивник       | Рахунок                 |
| --------- | ---- | --------------- | -------- | ----------------- | ----------------------- |
| Перемога  | 1970 | French Open (1) | Ґрунт    | Желько Франулович | 6–2, 6–4, 6–0           |
| Перемога  | 1971 | French Open (2) | Ґрунт    | Іліє Настасе      | 8–6, 6–2, 2–6, 7–5      |
| Поразка   | 1971 | US Open (1)     | Трава    | Стен Сміт         | 6–3, 3–6, 2–6, 6–7(3–5) |
| Перемога  | 1973 | Wimbledon       | Трава    | Алекс Метревелі   | 6–1, 9–8(7–5), 6–3      |
| Поразка   | 1973 | US Open (2)     | Трава    | Джон Ньюкомб      | 4–6, 6–1, 6–4, 2–6, 3–6 |

### Історія виступів на турнірах Великого шолома
| Турнір          | 1966   | 1967   | 1968   | 1969   | 1970   | 1971   | 1972   | 1973   | 1974   | 1975   | 1976   | 1977   | 1978   | Усп    | В–П   | %     |
| --------------- | ------ | ------ | ------ | ------ | ------ | ------ | ------ | ------ | ------ | ------ | ------ | ------ | ------ | ------ | ----- | ----- |
| Australian Open | Absent | Absent | Absent | Absent | Absent | Absent | Absent | Absent | Absent | Absent | Absent | Absent | Absent | 0 / 0  | 0–0   | –     |
| French Open     | 2к     | 4к     | 1к[a]  | 4к     | П      | П      | ЧФ     | ЧФ     | 4к     | 4к     | 3к     | 4к     | 3к     | 2 / 13 | 41–10 | 80.39 |
| Wimbledon       | 1к     | 1к1    | 1к     | 2к     | 1к     | 1к     | ПФ     | П      | ЧФ     | 2к     | A      | 1к     | 1к     | 1 / 12 | 18–11 | 62.07 |
| US Open         | A      | A      | A      | 2к     | A      | Ф      | 2к     | Ф      | 4к     | 4к     | ЧФ     | 3к     | A      | 0 / 8  | 26–8  | 76.47 |
| В–П             | 1–2    | 3–2    | 0–1    | 5–3    | 7–1    | 13–2   | 9–3    | 17–2   | 10–3   | 7–3    | 6–2    | 5–3    | 2–2    | 3 / 33 | 85–29 | 74.56 |

1 Початок відкритої ери.

a  Матч на Відкритому чемпіонаті Франції не є ні виграшем, ні поразкою. Кодеш знявся.

## Фінали за відкриту еру

### Одиночний розряд (9–19)
| Результат | W/L | Дата | Турнір                                      | Покриття   | Суперник            | Рахунок                 |
| --------- | --- | ---- | ------------------------------------------- | ---------- | ------------------- | ----------------------- |
| Перемога  | 1.  | 1970 | St. Petersburg, U.S.                        | Ґрунт      | Хоакін Лойо-Майо    | 6–3, 6–3, 6–3           |
| Перемога  | 2.  | 1970 | Відкритий чемпіонат Франції з тенісу, Париж | Ґрунт      | Желько Франулович   | 6–2, 6–4, 6–0           |
| Поразка   | 1.  | 1970 | Рим, Італія                                 | Ґрунт      | Іліє Настасе        | 3–6, 6–1, 3–6, 6–8      |
| Поразка   | 2.  | 1971 | Ніцца, Франція                              | Ґрунт      | Іліє Настасе        | 8–10, 9–11, 1–6         |
| Перемога  | 3.  | 1971 | Катанія, Італія                             | Ґрунт      | Жорж Говен          | 6–3, 6–0, 6–2           |
| Поразка   | 3.  | 1971 | Рим WCT, Італія                             | Ґрунт      | Род Лейвер          | 5–7, 3–6, 3–6           |
| Перемога  | 4.  | 1971 | Відкритий чемпіонат Франції, Париж          | Ґрунт      | Іліє Настасе        | 8–6, 6–2, 2–6, 7–5      |
| Поразка   | 4.  | 1971 | Відкритий чемпіонат США з тенісу, Нью-Йорк  | Трава      | Стен Сміт           | 6–3, 3–6, 2–6, 6–7      |
| Поразка   | 5.  | 1971 | Стокгольм WCT, Швеція                       | Тверде (i) | Артур Еш            | 1–6, 6–3, 2–6, 6–1, 4–6 |
| Поразка   | 6.  | 1972 | Ніцца, Франція                              | Ґрунт      | Іліє Настасе        | 0–6, 4–6, 3–6           |
| Поразка   | 7.  | 1972 | Рим, Італія                                 | Ґрунт      | Мануель Орантес     | 6–4, 1–6, 5–7, 2–6      |
| Перемога  | 5.  | 1972 | Барселона, Іспанія                          | Ґрунт      | Мануель Орантес     | 6–3, 6–2, 6–3           |
| Перемога  | 6.  | 1973 | Кельн, Західна Німеччина                    | Килим (i)  | Браян Феерлі        | 6–1, 6–3, 6–1           |
| Поразка   | 8.  | 1973 | Ванкувер, Канада                            | Килим (i)  | Том Гормен          | 6–3, 2–6, 5–7           |
| Перемога  | 7.  | 1973 | Вімблдонський турнір, Лондон                | Трава      | Олександр Метревелі | 6–1, 9–8, 6–3           |
| Поразка   | 9.  | 1973 | Відкритий чемпіонат США, Нью-Йорк           | Трава      | Джон Ньюкомб        | 4–6, 6–1, 6–4, 2–6, 3–6 |
| Поразка   | 10. | 1973 | Прага, Чехословаччина                       | Килим (i)  | Їржі Гржебець       | 6–4, 1–6, 6–3, 0–6, 5–7 |
| Поразка   | 11. | 1974 | Акапулько, Мексика                          | Килим (i)  | Том Оккер           | 2–6, 6–7                |
| Поразка   | 12. | 1975 | Гемптон, США                                | Килим (i)  | Джиммі Коннорс      | 6–3, 3–6, 0–6           |
| Поразка   | 13. | 1975 | Гамбург, Західна Німеччина                  | Ґрунт      | Мануель Орантес     | 6–3, 2–6, 2–6, 6–4, 1–6 |
| Поразка   | 14. | 1975 | Дюссельдорф, Західна Німеччина              | Ґрунт      | Хайме Фійоль        | 4–6, 6–1, 0–6, 5–7      |
| Поразка   | 15. | 1975 | Кіцбюель, Австрія                           | Ґрунт      | Адріано Панатта     | 6–2, 2–6, 5–7, 4–6      |
| Перемога  | 8.  | 1975 | Мадрид, Іспанія                             | Ґрунт      | Адріано Панатта     | 6–2, 3–6, 7–6, 6–2      |
| Перемога  | 9.  | 1976 | Базель, Швейцарія                           | Килим (i)  | Їржі Гржебець       | 6–4, 6–2, 6–3           |
| Поразка   | 16. | 1976 | Ніцца, Франція                              | Ґрунт      | Коррадо Барадзутті  | 2–6, 6–2, 7–5, 6–7, 6–8 |
| Поразка   | 17. | 1976 | Кіцбюель, Австрія                           | Ґрунт      | Мануель Орантес     | 6–7, 2–6, 6–7           |
| Поразка   | 18. | 1976 | Авілес, Іспанія                             | Ґрунт      | Желько Франулович   | 6–7, 1–6, 7–5, 6–7      |
| Поразка   | 19. | 1977 | Кіцбюель, Австрія                           | Ґрунт      | Гільєрмо Вілас      | 7–5, 2–6, 6–4, 3–6, 2–6 |

### Парний розряд (17–24)
| Результат | W/L | Дата | Турнір                                      | Покриття | Партнер           | Суперники                          | Рахунок                 |
| --------- | --- | ---- | ------------------------------------------- | -------- | ----------------- | ---------------------------------- | ----------------------- |
| Поразка   | 1.  | 1970 | Swedish Open, Швеція                        | Ґрунт    | Желько Франулович | Дік Крілі Аллан Стоун              | 2–6, 6–2, 12–12 ret.    |
| Поразка   | 2.  | 1970 | Кіцбюель, Австрія                           | Ґрунт    | Желько Франулович | Джон Александер Філ Дент           | 8–10, 2–6, 4–6          |
| Поразка   | 3.  | 1970 | Фінікс, США                                 | Тверде   | Чарлі Пасарелл    | Дік Крілі Рей Раффелз              | 6–7, 3–6                |
| Поразка   | 4.  | 1970 | Буенос-Айрес, Аргентина                     | Ґрунт    | Желько Франулович | Боб Кармайкл Рей Раффелз           | 5–7, 2–6, 7–5, 7–6, 3–6 |
| Поразка   | 5.  | 1971 | Мейкон, США                                 | Килим    | Желько Франулович | Кларк Гребнер Томас Кош            | 3–6, 6–7                |
| Поразка   | 6.  | 1971 | Катанія, Італія                             | Ґрунт    | Ян Кукал          | П'єрр Бартес Франсуа Жоффре        | 6–7, 6–2, 3–6           |
| Перемога  | 1.  | 1971 | Індіанаполіс, США                           | Ґрунт    | Желько Франулович | Кларк Гребнер Ерік ван Діллен      | 7–6, 5–7, 6–3           |
| Перемога  | 2.  | 1972 | Ніцца, Франція                              | Ґрунт    | Стен Сміт         | Фрю Макміллан Іліє Настасе         | 6–3, 3–6, 7–5           |
| Перемога  | 3.  | 1972 | Гамбург, Західна Німеччина                  | Ґрунт    | Іліє Настасе      | Боб Г'юїтт Йон Ціріак              | 4–6, 6–0, 3–6, 6–2, 6–2 |
| Поразка   | 7.  | 1972 | Монреаль, Канада                            | Ґрунт    | Ян Кукал          | Іліє Настасе Йон Ціріак            | 6–7, 3–6                |
| Перемога  | 4.  | 1973 | Лос-Анджелес, США                           | Тверде   | Владімір Зеднік   | Джиммі Коннорс Іліє Настасе        | 6–2, 6–4                |
| Перемога  | 5.  | 1973 | Прага, Чехословаччина                       | Mateflex | Владімір Зеднік   | Роберт Мацхан Балаж Тароці         | 7–6, 7–6                |
| Перемога  | 6.  | 1974 | Палм-Дезерт, США                            | Тверде   | Владімір Зеднік   | Реймонд Мур Онні Парун             | 6–4, 6–4                |
| Перемога  | 7.  | 1974 | Дюссельдорф, Західна Німеччина              | Ґрунт    | Їржі Гржебець     | Хіраї Кен'їті Сакаї Тосіро         | 6–1, 6–4                |
| Поразка   | 8.  | 1975 | Солсбері, США                               | Килим    | Роджер Тейлор     | Джиммі Коннорс Іліє Настасе        | 6–7, 2–6                |
| Перемога  | 8.  | 1975 | Мюнхен, Західна Німеччина                   | Ґрунт    | Войцех Фібак      | Мілан Голечек Карл Майлер          | 7–5, 6–3                |
| Поразка   | 9.  | 1975 | Гамбург, Західна Німеччина                  | Ґрунт    | Войцех Фібак      | Хуан Хісберт стар. Мануель Орантес | 3–6, 6–7                |
| Перемога  | 9.  | 1975 | Дюссельдорф, Західна Німеччина              | Ґрунт    | Франсуа Жоффре    | Гаральд Ельшенбройх Ганс Кері      | 6–2, 6–3                |
| Поразка   | 10. | 1975 | Монреаль, Канада                            | Тверде   | Іліє Настасе      | Кліфф Дрісдейл Реймонд Мур         | 4–6, 7–5, 6–7           |
| Перемога  | 10. | 1975 | Мадрид, Іспанія                             | Ґрунт    | Іліє Настасе      | Хуан Хісберт Sr. Мануель Орантес   | 6–4, 3–6, 9–7           |
| Перемога  | 11. | 1976 | Кіцбюель, Австрія                           | Ґрунт    | Їржі Гржебець     | Юрген Фассбендер Ганс-Юрген Поманн | 6–7, 6–2, 6–4           |
| Поразка   | 12. | 1977 | Балтимор, США                               | Килим    | Росс Кейс         | Йон Ціріак Гільєрмо Вілас          | 3–6, 7–6, 4–6           |
| Перемога  | 12. | 1977 | Монте-Карло, Монако                         | Ґрунт    | Франсуа Жоффре    | Войцех Фібак Том Оккер             | 2–6, 6–3, 6–2           |
| Поразка   | 13. | 1977 | Відкритий чемпіонат Франції з тенісу, Париж | Ґрунт    | Войцех Фібак      | Браян Готтфрід Рауль Рамірес       | 6–7, 6–4, 3–6, 4–6      |
| Перемога  | 13. | 1977 | Барселона, Іспанія                          | Ґрунт    | Войцех Фібак      | Боб Г'юїтт Фрю Макміллан           | 6–0, 6–4                |
| Поразка   | 14. | 1977 | Відень, Австрія                             | Килим    | Войцех Фібак      | Боб Г'юїтт Фрю Макміллан           | 4–6, 3–6                |
| Поразка   | 15. | 1977 | Ов'єдо, Іспанія                             | Килим    | Рауль Рамірес     | Фред Макнеер Шервуд Стюарт         | 3–6, 1–6                |
| Поразка   | 16. | 1978 | Спрингфілд, США                             | Килим    | Марті Ріссен      | Боб Лутц Стен Сміт                 | 3–6, 3–6                |
| Поразка   | 17. | 1978 | Ніцца, Франція                              | Ґрунт    | Томаш Шмід        | Патріс Домінгес Франсуа Жоффре     | 4–6, 0–6                |
| Поразка   | 18. | 1978 | Рим, Італія                                 | Ґрунт    | Томаш Шмід        | Віктор Печчі Белус Прахокс         | 7–6, 6–7, 1–6           |
| Перемога  | 14. | 1978 | Штутгарт, Західна Німеччина                 | Ґрунт    | Томаш Шмід        | Карлус Кірмайр Белус Прахокс       | 6–3, 7–6                |
| Поразка   | 19. | 1978 | Екс-ан-Прованс, Франція                     | Ґрунт    | Томаш Шмід        | Йон Ціріак Гільєрмо Вілас          | 6–7, 1–6                |
| Перемога  | 15. | 1978 | Мадрид, Іспанія                             | Ґрунт    | Войцех Фібак      | Павел Сложил Томаш Шмід            | 6–7, 6–1, 6–2           |
| Перемога  | 16. | 1979 | Гамбург, Західна Німеччина                  | Ґрунт    | Томаш Шмід        | Марк Едмондсон Джон Маркс          | 6–3, 6–1, 7–6           |
| Поразка   | 20. | 1979 | Гілверсум, Нідерланди                       | Ґрунт    | Томаш Шмід        | Том Оккер Балаж Тароці             | 1–6, 3–6                |
| Поразка   | 21. | 1979 | Індіанаполіс, США                           | Ґрунт    | Томаш Шмід        | Джін Меєр Джон Макінрой            | 4–6, 6–7                |
| Поразка   | 22. | 1980 | Барселона, Іспанія                          | Ґрунт    | Балаж Тароці      | Стів Дентон Іван Лендл             | 2–6, 7–6, 3–6           |
| Поразка   | 23. | 1980 | Кельн, Західна Німеччина                    | Килим    | Томаш Шмід        | Бернард Міттон Ендрю Паттісон      | 4–6, 1–6                |
| Перемога  | 17. | 1982 | Гілверсум, Нідерланди                       | Ґрунт    | Томаш Шмід        | Балаж Тароці Гайнц Ґюнтгардт       | 7–6, 6–4                |
| Поразка   | 24. | 1983 | Гілверсум, Нідерланди                       | Ґрунт    | Томаш Шмід        | Гайнц Ґюнтгардт Балаж Тароці       | 6–3, 2–6, 3–6           |